# Soul Crusader Again the Songs of Bruce Springsteen
Soul Crusader Again the Songs of Bruce Springsteen è un album contenente una serie di brani di Bruce Springsteen reinterpretati da Graziano Romani.
L'opera viene pubblicata a distanza di sedici anni dal primo volume Soul Crusader: The Songs of Bruce Springsteen e preceduta dal 45 giri Lift Me Up / When the Lights Go Out.
Le incisioni sono tutte inedite, ad eccezione del brano The Promise, precedentemente inserito all'interno della raccolta Light of Day, colonna sonora del film La luce del giorno.

## Tracce
Testi e musiche di Bruce Springsteen.
1. Hold On (To What You Got)
2. Protection
3. Because the Night
4. Club Soul City
5. Love's on the Line
6. Man at the Top
7. Lift Me Up
8. Lion's Den
9. I Wanna Be with You
10. The Long Goodbye
11. Factory
12. The Promise

## Formazione
- Graziano Romani - voce, chitarra acustica, chitarra elettrica, chitarra 12 corde, cori, armonica a bocca
- Max Marmiroli - sax, percussioni (tracce 1, 2, 5, 6, 7, 8)
- Gigi Cavalli Cocchi - batteria (tracce 3, 4, 5, 6, 7, 11)
- Franco Borghi - organo (tracce 3, 6, 9)
- Lele Cavalli - basso (tracce 1/11)
- Erik Montanari - chitarra elettrica (tracce 1/11)
- Andrea Rovacchi - tastiera, percussioni, harmonium, pianoforte elettrico (tracce 2, 3, 4, 8, 10)
- Nick Bertolani - batteria (tracce 1, 2, 8, 9)
- David Scholl - cori (tracce 1, 4, 6, 8)
- Paola Torricelli Romani - cori (tracce 2, 6, 8)
- Francesco Germini - pianoforte, violino(traccia 12)
- Fabrizio Tedeschini - chitarra elettrica (traccia 12)
- Max Baldaccini - batteria (traccia 12)
- Alex Class - basso (traccia 12)